# Marinko Sorda
Marinko Sorda (* 25. März 1996) ist ein bosnischer Fußballspieler.

## Karriere
Sorda begann seine Karriere beim FC Puch. Im April 2011 wechselte er zum USK Anif. Im September 2011 spielte er erstmals für die Zweitmannschaft Anifs in der 2. Landesliga. Zur Saison 2012/13 rückte er in den Kader der ersten Mannschaft des Regionalligisten. Sein Debüt in der Regionalliga West gab er anschließend im Juli 2012. In zwei Spielzeiten kam er zu 56 Einsätzen in der Westliga, aus der Anif aber 2014 abstieg.
Nach dem Abstieg wechselte Sorda zur Saison 2014/15 zu den Amateuren von Bundesligist SV Grödig. Für Grödig II lief er 41 Mal in der viertklassigen Salzburger Liga auf. Im Januar 2016 kehrte er nach Anif zurück, das in seiner Abwesenheit wieder in die Regionalliga aufgestiegen war. In den folgenden dreieinhalb Jahren absolvierte der Offensivmann 93 Regionalligapartien, in denen er 48 Tore erzielte.
Zur Saison 2019/20 wechselte Sorda innerhalb der neu geschaffenen Regionalliga Salzburg zum SV Austria Salzburg. Bei der Austria kam er in den folgenden Jahren zu 143 Regionalligaeinsätzen, in denen er 54 Mal traf. In der Saison 2023/24 wurde er mit der Austria Meister, Sorda selbst wurde mit 23 Treffern Torschützenkönig. Mangels Zulassung durfte Salzburg aber nicht in die 2. Liga aufsteigen. In der Saison 2024/25 konnte die Austria den Titel verteidigen und durfte diesmal aufsteigen. Sein Profidebüt in der 2. Liga gab Sorda anschließend im August 2025, als er am ersten Spieltag der Saison 2025/26 gegen den SK Austria Klagenfurt in der Startelf stand. In jenem Spiel, das Salzburg mit 1:2 verlor, erzielte Sorda auch seinen ersten Treffer im Profibereich.